# Super NES Mouse

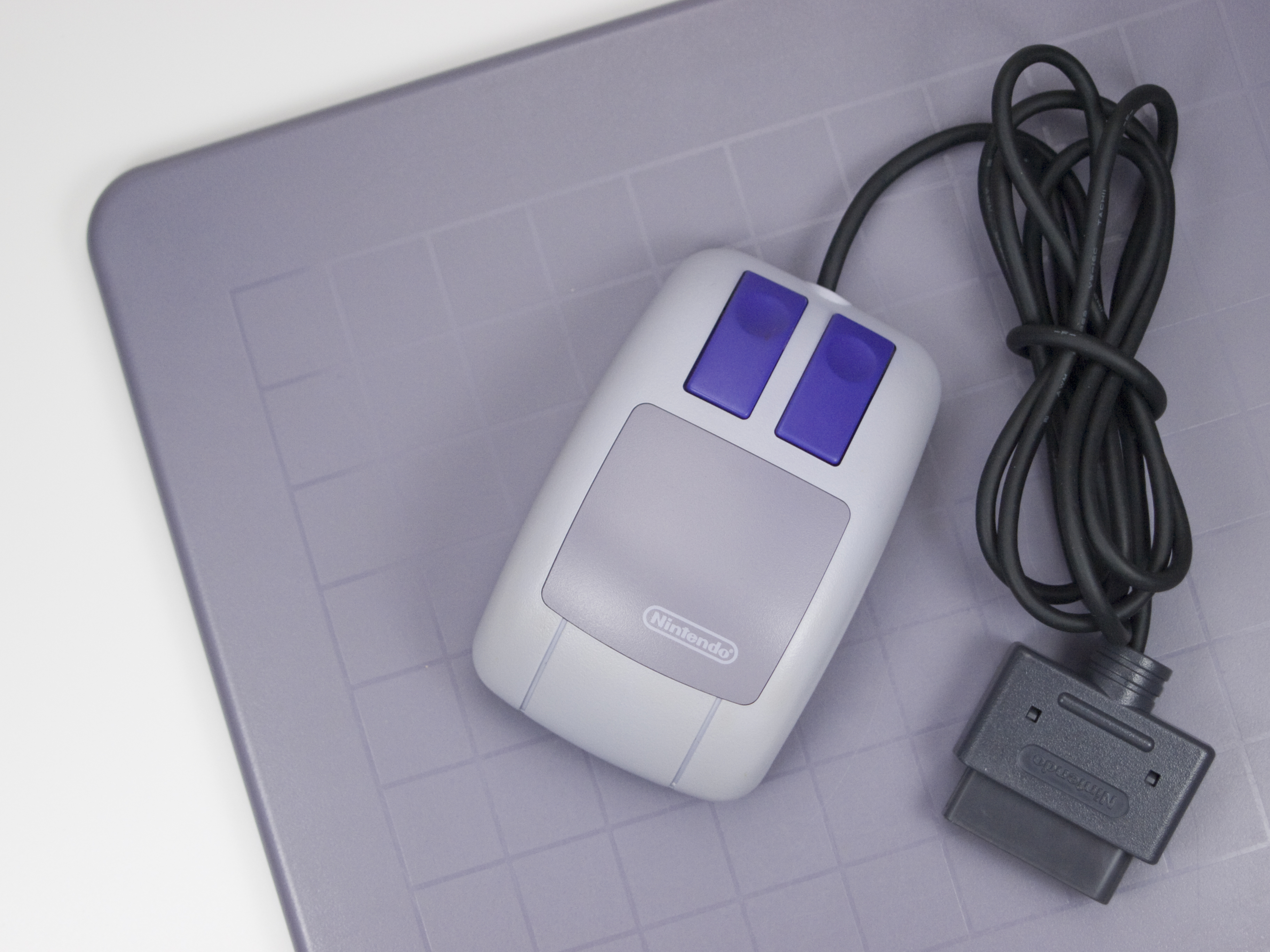
Die Super NES Mouse mit dem dazugehörigen Hartplastik-Mauspad

Die Super NES Mouse ist ein Eingabe- und Steuergerät für das Super Nintendo Entertainment System, das erstmals 1992 im Verbund mit dem Mal- und Musikprogramm Mario Paint erschien. Die Zwei-Tasten-Maus der Firma Nintendo wurde je nach Region unter der Bezeichnung Mouse (Europa), Super NES Mouse (Europa/Nordamerika) oder Super Famicom Mouse (Japan) vermarktet.
Mit der Maus übertrug Nintendo ein bei Personal Computern gängiges Steuerungskonzept auf seine Spielkonsole und gestaltete vor allem die Bedienung einiger Strategiespiele, Simulationen und Puzzlespiele komfortabler. Nach Mario Paint, das für die größte Verbreitung des Geräts sorgte, wurde die Super NES Mouse auch separat vertrieben. Stärkeren Zuspruch als im Westen fand die Maus in Japan, wo im August 1993 mit dem Puzzlespiel Mario & Wario ein zweites Maus-Spiel-Set erschien.

## Beschreibung
Bei der Super NES Mouse handelt es sich um eine optomechanische Maus mit zwei Tasten. Im Hinblick auf Form und Farbe orientiert sie sich sowohl am abgerundeten Konsolengehäuse der europäischen und japanischen SNES-Version, als auch am US-Pendant mit seinen violetten Bedienelementen. Mit einer Länge von 140 cm verfügt die Maus über ein etwa 40 % kürzeres Kabel als das Standard-Gamepad. Sie wird abhängig vom jeweiligen Spiel an die erste oder zweite Controller-Buchse der Super-Nintendo-Konsole angeschlossen.
Anders als die 1993/1994 veröffentlichte Mega-Drive-Maus des Hauptkonkurrenten Sega erschien Nintendos Peripheriegerät weltweit im gleichen Design und mit demselben Zubehör. So gehörte neben der Super NES Mouse auch eine Hartplastik-Unterlage und ein Reinigungsstift zur Säuberung der inneren Mauskugelwalzen zum Lieferumfang.

## Spieleunterstützung
Mit Mario Paint und Mario & Wario wurden lediglich zwei Titel veröffentlicht, die das Gerät erforderten bzw. ausschließlich mit Nintendos SNES-Maus gespielt werden konnten. Vergleichsweise wenige Spiele boten eine Maussteuerung als Zusatzoption an. Die überwiegende Mehrzahl an SNES-Titeln hatte keine Steuerung mithilfe der Maus, der es gegenüber dem Standard-Controller an sechs Knöpfen fehlte, eingebaut.
Von 1992 bis zum Ende der 1990er Jahre wuchs die Zahl der Super-NES-Mouse-kompatiblen Spiele auf über 100 an. Ein Großteil der Titel blieb jedoch japanischen Konsolenbesitzern vorbehalten und erfuhr keinen internationalen Vertrieb.
Die wohl größte Gruppe unter den SNES-Maus-Spielen bilden strategische Spiele. Zu ihnen zählen neben Portierungen bekannter PC-Titel wie Civilization oder Populous II auch exklusive Werke (z. B. King Arthur's World). Ebenfalls großen Anklang fand das Bedienkonzept bei Simulationen (SimAnt, Tokimeki Memorial u. a.), Puzzle- und Geschicklichkeitsspielen (BreakThru!, Mario's Super Picross u. a.) sowie bei Umsetzungen bewährter Legespiele. Auch mehrere Rollenspiele und Shooter fanden sich unter den SNES-Maus-Titeln. Spiele anderer, konsolentypischer Genres machten dagegen kaum Gebrauch von dem Gerät.